# Tara Basro
Tara Basro, właśc. Andi Mutiara Pertiwi Basro (ur. 11 czerwca 1990 w Dżakarcie) – indonezyjska aktorka i modelka.

## Życiorys
Urodziła się w 1990 r. w Dżakarcie, stolicy Indonezji. Jej ojciec pracuje w przemyśle lotniczym. Artystka rozpoczęła swoją karierę wraz z wzięciem udziału w konkursie Gadis Sampul w 2005 r. Następnie przeprowadziła się do Australii, aby tam kontynuować swoją edukację. Ukończyła uczelnię TAFE NSW.
W 2012 r. zagrała główną rolę w filmie Hi5teria. W tym samym roku pojawiła się także w filmie Rumah dan Musim Hujan, wydanym w 2018 r. pod tytułem Hoax.